# Riedberg (Darmstadt)
Der Riedberg ist ein Berg im nordwestlichen Odenwald, ca. 0,5 km östlich von Darmstadt.
Der 166,9 m hohe Berg in der Waldgemarkung Darmstadt ist teilweise bewaldet.
Der Riedberg gehört zum Naturschutzgebiet Lerchenberg und Kernesbellen.
Nördlich und östlich vom Riedberg fließt die Modau.
Südöstlich des Bergs verläuft die B 426 (Gernsheimer Straße/Beerbacher Straße).

## Toponyme
1. 1489: ine dem Riedt
2. 1542: von einem guth im Reith
3. undatiert: Ried
4. heute: Ried

1. 1542: uff dem Reithberge
2. 1655: im Riedbergk
3. undatiert: Riedberg
4. heute: Riedberg

## Etymologie
Althochdeutsch hriot, riod, riot; Mittelhochdeutsch und frühneuhochdeutsch riet mit der Bedeutung „Ried, Schilfrohr, Sumpfgras; mit Sumpfgras bewachsener Ort“.
In Südhessen besitzt Ried auch die Bedeutung „feuchter Wiesengrund“.
Ried ist auch der Name der weiten Ebene zwischen Bergstraße und Rhein.
Diese Flurnamen beziehen sich auf „Sumpf- und Wasserstellen mit verschiedenartigem Sumpfpflanzenbewuchs“.
Möglich ist auch für einen Teil der Flurnamen eine Ableitung von Mittelhochdeutsch riet „ausgereuteter Grund, Rodeland; kleine Ansiedlung auf einer Rodungsstelle“
Sprachlich ist eine genaue Abgrenzung nicht möglich.
Der Stammvokal wurde von /i/ zu /ɛɪ/ diphthongiert; rydecht – ein mit -ich(t)-Suffix gebildetes Adjektiv – bedeutet „mit Ried bewachsen“.